# Pachydissus subauratus
Pachydissus subauratus là một loài bọ cánh cứng trong họ Cerambycidae.